# Паненки
Паненки́ — село в Україні, у Решетилівській міській громаді Полтавського району Полтавської області. Населення становить 137 осіб. До 2020 орган місцевого самоврядування — Шилівська сільська рада.
```
   Легенда про козака Паненка
```

Жив козак Паненко. Славетний був козак, керував своїм табором. Тоді ще козаки воювали з турками. Після відбиття ворога, Паненко вирішив заселитися на місці, де зараз село. Отак і виникло село Паненки

## Географія
Село Паненки знаходиться на лівому березі річки Саврай, вище за течією на відстані 2,5 км розташоване село Онищенки, нижче за течією на відстані 3 км розташоване село Каленики. Річка в цьому місці сильно заболочена.

## Історія
12 червня 2020 року, відповідно до розпорядження Кабінету Міністрів України № 721-р «Про визначення адміністративних центрів та затвердження територій територіальних громад Полтавської області», село увійшло до складу Решетилівської міської громади.
19 липня 2020 року, в результаті адміністративно - територіальної реформи та ліквідації Решетилівського району, село увійшло до складу новоутвореного Полтавського району Полтавської області.